# Гачки (Калузька область)
Гачки (рос. Гачки) — присілок в Мосальському районі Калузької області Російської Федерації.
Населення становить 345 осіб. Входить до складу муніципального утворення Присілок Гачки.

## Історія
Від 2004 року входить до складу муніципального утворення Присілок Гачки.

## Населення
| 2002 | 2010 |
| ---- | ---- |
| 334  | ↗345 |